# Bixaceae
Bixaceae — родина дводольних рослин. Попри невеликі розміри, ця родина включає дерева, трави та кущі. Рослини двостатеві, і всі види мають п’ять чашолистків. Усі рослини Bixaceae утворюють червоний, помаранчевий або жовтий латекс.

## Роди
- Bixa
- Cochlospermum (Amoreuxia тепер синонім)[2]
- Diegodendron